# Прем'єр-ліга (Сирія)
Прем'єр-ліга Сирії (араб. الدوري السوري) — найвищий дивізіон чемпіонату Сирії з футболу. Засновано 1966 року.

## Список чемпіонів
Далі подається список чемпіонів Сирії:
- 1966/67: Аль-Іттіхад
- 1967/68: Аль-Іттіхад
- 1968/69: Барада
- 1969/70: Барада
- 1970/71: Чемпіонат не проводився
- 1971/72: Чемпіонат не проводився
- 1972/73: Аль-Джаїш
- 1973/74: Чемпіонат не проводився
- 1974/75: Аль-Карама
- 1975/76: Аль-Джаїш
- 1976/77: Аль-Іттіхад
- 1977/78: Чемпіонат не проводився
- 1978/79: Аль-Джаїш
- 1979/80: Аль Шорта
- 1980/81: Чемпіонат не проводився
- 1981/82: Тішрін
- 1982/83: Аль-Карама
- 1983/84: Аль-Карама
- 1984/85: Аль-Джаїш
- 1985/86: Аль-Джаїш
- 1986/87: Джебла
- 1987/88: Джебла
- 1988/89: Джебла
- 1989/90: Аль-Фотува
- 1990/91: Аль-Фотува
- 1991/92: Хуррія
- 1992/93: Аль-Іттіхад
- 1993/94: Хуррія
- 1994/95: Аль-Іттіхад
- 1995/96: Аль-Карама
- 1996/97: Тішрін
- 1997/98: Аль-Джаїш
- 1998/99: Аль-Джаїш
- 1999/00: Джебла
- 2000/01: Аль-Джаїш
- 2001/02: Аль-Джаїш
- 2002/03: Аль-Джаїш
- 2003/04: Аль-Вахда
- 2004/05: Аль-Іттіхад
- 2005/06: Аль-Карама
- 2006/07: Аль-Карама
- 2007/08: Аль-Карама
- 2008/09: Аль-Карама
- 2009/10: Аль-Джаїш
- 2010/11: припинена
- 2011/12: Аль Шорта
- 2012/13: Аль-Джаїш
- 2013/14: Аль-Вахда
- 2014/15: Аль-Джаїш
- 2015/16: Аль-Джаїш
- 2016/17: Аль-Джаїш
- 2017/18: Аль-Джаїш
- 2018/19: Аль-Джаїш
- 2019/20: Тішрін
- 2020/21: Тішрін
- 2021/22: Тішрін
- 2022/23: Аль-Фотува